# The Viking Museum

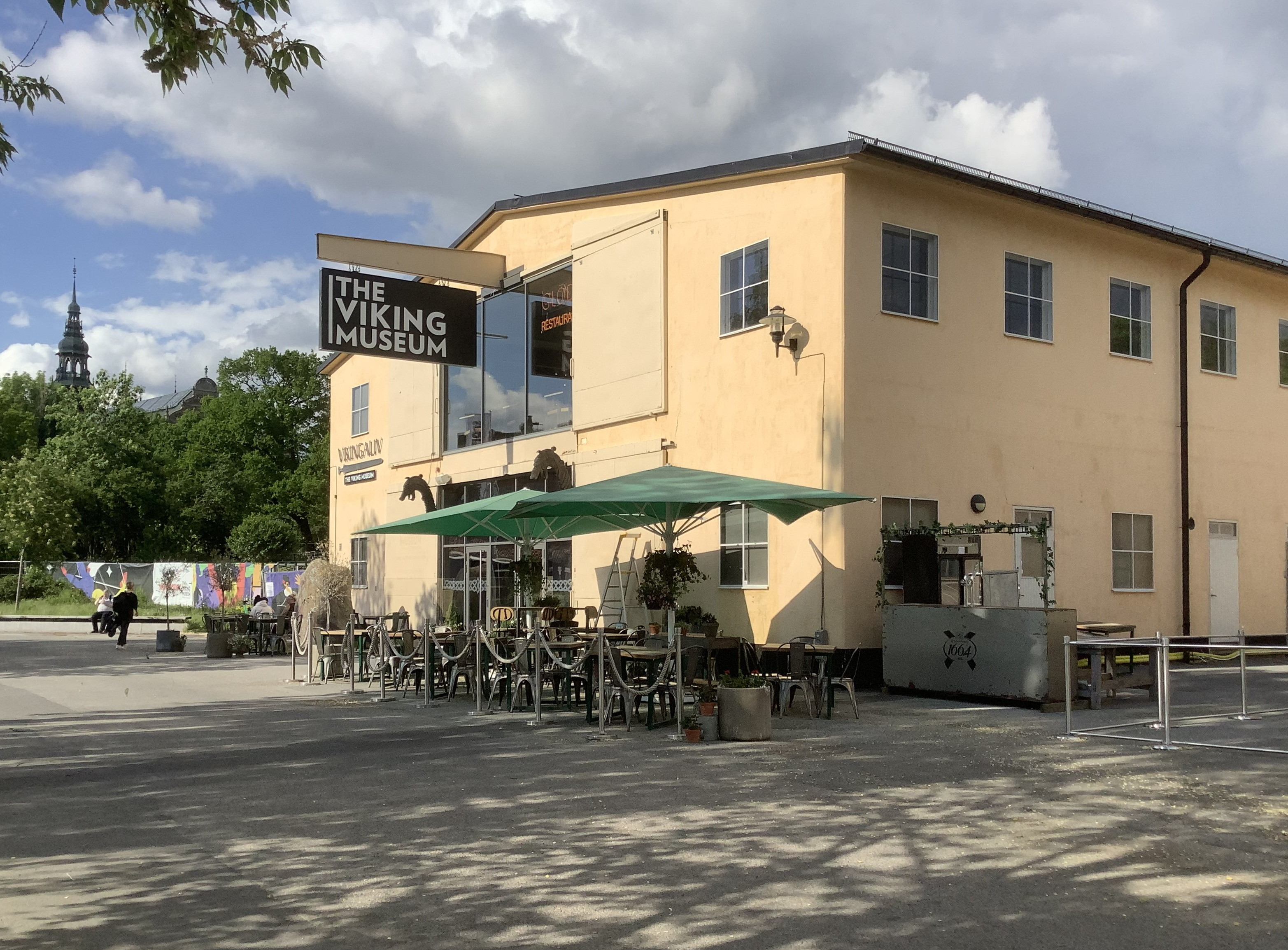
The Viking Museum

The Viking Museum is een museum op Djurgården in het Zweedse Stockholm. Het museum behandelt de tijd van de Vikingen. Het is deels een openluchtmuseum met een nagebouwd vikingdorp. Er is ook Ragnfrid’s Saga, waarin de bezoeker viking Harald volgt op tocht door het 10de-eeuwse Europa. Het museum opende in 2017 onder de naam Vikingaliv en werd in 2019 vernieuwd. 